# André Calmettes (réalisateur)
Pour les articles homonymes, voir André Calmettes et Calmettes.
André Calmettes, né le 18 août 1861 à Paris 1er et mort le 14 mars 1942 à Paris 16e, est un acteur et réalisateur français.

## Biographie
Acteur de théâtre pendant une vingtaine d'années, André Calmettes devient directeur artistique et réalisateur de la société Le Film d'art fondée par les frères Laffitte.
En 1908, pour couvrir le bruit des spectateurs, il a l'idée novatrice de demander une musique d'accompagnement pour son prochain film. Un des premiers compositeurs à agencer une musique de film est Camille Saint-Saëns pour le film L'Assassinat du duc de Guise, le plus souvent jouée en « direct » dans la salle au cours de la projection par un pianiste. Le cinéma muet prendra, à partir de cette époque, une autre dimension car les films connaîtront pendant les trente premières années, une musique d'accompagnement, un bonimenteur, ou même parfois des synchronisations avec des acteurs ou des chanteurs cachés derrière l'écran pour donner plus de vie aux projections.
En trois ans, de 1909 à 1912, il fait évoluer à l'écran, dans un style très théâtral, des acteurs déjà célèbres sur les planches : Sarah Bernhardt, Réjane, Mounet-Sully dans des adaptations des classiques de la littérature, notamment William Shakespeare (Hamlet, Macbeth), Charles Dickens (Oliver Twist), Honoré de Balzac (Ferragus, La Duchesse de Langeais, Le Colonel Chabert en collaboration avec Henri Pouctal).
À partir de 1913, il se consacre de nouveau au théâtre et n'apparaît plus au cinéma que comme acteur, notamment dans Le Petit Chose d'André Hugon. Il a été directeur artistique du théâtre municipal de Strasbourg. En 1927, il a été l'exécuteur testamentaire de son ami, le photographe Eugène Atget.

## Décoration
- Chevalier de la Légion d'honneur (1929)

## Théâtre
- 1888 : La Marchande de sourires de Judith Gautier, théâtre de l'Odéon
- 1891 : Amoureuse de Georges de Porto-Riche, théâtre de l'Odéon
- 1896 : Amoureuse de Georges de Porto-Riche, théâtre du Vaudeville
- 1896 : Lysistrata de Maurice Donnay d'après Aristophane, théâtre du Vaudeville
- 1900 : L'Aiglon d'Edmond Rostand, théâtre Sarah-Bernhardt
- 1900 : L'Assommoir d'Émile Zola, théâtre de la Porte-Saint-Martin
- 1902 : Lucette de Romain Coolus, théâtre du Gymnase
- 1902 : Le Détour d'Henri Bernstein, théâtre du Gymnase
- 1902 : Joujou de Henri Bernstein, théâtre du Gymnase
- 1904 : Les Malefilâtre de Georges de Porto-Riche, théâtre de la Renaissance
- 1904 : Amoureuse de Georges de Porto-Riche, théâtre de la Renaissance
- 1904 : Le Friquet de Henry Gauthier-Villars, théâtre du Gymnase
- 1905 : L'Âge d'aimer de Pierre Wolff, théâtre du Gymnase
- 1905 : Le Masque d'amour de Daniel Lesueur, théâtre Sarah-Bernhardt
- 1907 : Son père d'Albert Guinon et Alfred Bouchinet (d) , théâtre de l'Odéon
- 1907 : Les Plumes du paon d'Alexandre Bisson et Julien Berr de Turique (d) , théâtre de l'Odéon
- 1908 : L'Alibi de Gabriel Trarieux, théâtre de l'Odéon
- 1912 : La Femme seule d'Eugène Brieux, théâtre du Gymnase
- 1914 : Le destin est maître de Paul Hervieu, théâtre de la Porte-Saint-Martin
- 1914 : Monsieur Brotonneau de Gaston Arman de Caillavet et Robert de Flers, théâtre de la Porte-Saint-Martin
- 1923 : La Gardienne de Pierre Frondaie, théâtre de la Porte-Saint-Martin

## Filmographie partielle

### Comme réalisateur
- 1908 : La Retraite  - coréalisé avec ?
- 1908 : L'Assassinat du duc de Guise - coréalisé avec Charles Le Bargy
- 1908 : Un duel sous Richelieu
- 1908 : Carmen
- 1908 : Britannicus
- 1908 : Œdipe roi
- 1909 : Macbeth
- 1909 : La Tosca - coréalisé avec Charles Le Bargy
- 1909 : L'Arrestation de la duchesse de Berry
- 1909 : Le Baiser de Judas - coréalisé avec Armand Bour
- 1909 : Les Enfants d'Édouard
- 1909 : Héliogabale
- 1909 : Le Légataire universel
- 1909 : La Légende de la Sainte-Chapelle
- 1909 : Louis XI
- 1909 : Le Retour d'Ulysse
- 1909 : Rigoletto
- 1909 : Rival de son père
- 1909 : Le Roi de Rome
- 1909 : La Grande Bretèche
- 1909 : Hamlet (scène des fossoyeurs)
- 1910 : L'Aigle et l'Aiglon
- 1910 : Au temps des premiers chrétiens
- 1910 : L'Avare
- 1910 : Don Carlos
- 1910 : L'Écharpe
- 1910 : L'Héritière
- 1910 : Le Lépreux de la cité d'Aoste
- 1910 : La Mésaventure du capitaine Clavaroche
- 1910 : Résurrection - coréalisé avec Henri Desfontaines
- 1910 : Roi d'un jour
- 1910 : La Vengeance de Louis XIII
- 1911 : Le Forgeron
- 1911 : Camille Desmoulins - coréalisé avec Henri Pouctal
- 1911 : Le Colonel Chabert - coréalisé avec Henri Pouctal
- 1911 : Le Chevalier d'Essex
- 1911 : Décadence
- 1911 : La Fin d'un joueur
- 1911 : Jésus de Nazareth - coréalisé avec Henri Desfontaines
- 1911 : Madame Sans-Gêne - coréalisé avec Henri Desfontaines
- 1911 : Pour l'empereur
- 1911 : L'Usurpateur
- 1911 : Charrette (Robespierre à l'échafaud)[5]
- 1912 : Richard III
- 1912 : La Dame aux camélias - coréalisé avec Henri Pouctal
- 1912 : Mignon
- 1912 : Les Trois mousquetaires - coréalisé avec Henri Pouctal

### Comme acteur
- 1910 : La Mésaventure du capitaine Clavaroche (réalisateur inconnu)
- 1911 : Le Forgeron, d'André Calmettes
- 1911 : Pour l'empereur d'André Calmettes et Henri Pouctal
- 1923 : Le Petit Chose d'André Hugon : Monsieur Viot
- 1925 : La Closerie des genêts d'André Liabel